# فهرست مربیان ان‌بی‌ای با بیشترین قهرمانی

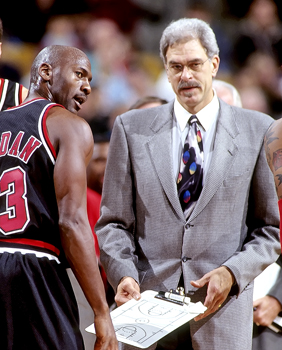
فیل جکسون ۱۱ بار به عنوان سرمربی قهرمان ان‌بی‌ای شده است که یک رکورد محسوب می‌شود.

فهرست مربیان ان‌بی‌ای با بیشترین قهرمانی، شامل مربیان ان‌بی‌ای است که بیشترین قهرمانی را با تیم‌های خود کسب کرده‌اند.
ان‌بی‌ای یک لیگ حرفه‌ای بزرگ بسکتبال در آمریکای شمالی است که در سال ۱۹۴۶ با نام بی‌ای‌ای تأسیس شد. این لیگ نام فعلی خود را در شروع فصل ۱۹۵۰–۱۹۴۹ و پس از ادغام با لیگ ان‌بی‌ال اتخاذ کرد. ان‌بی‌ای شامل ۳۰ تیم است که ۲۹ تیم در ایالات متحده و یک تیم در کانادا قرار دارد. در این لیگ، سرمربی بالاترین مقام در کادر مربی‌گری هر تیم محسوب می‌شود. سرمربی معمولاً شناخته‌شده‌تر است و دستمزد بالاتری نسبت به مربیان دستیار دریافت می‌کند.
فیل جکسون، سرمربی سابق لس آنجلس لیکرز و شیکاگو بولز، با ۱۱ قهرمانی ان‌بی‌ای رکورددار بیشترین تعداد عنوان قهرمانی به عنوان مربی در تاریخ این لیگ است.

## فهرست
| Yrs  | تعداد سال‌های مربیگری                                                     |
| GC   | بازی‌ها با مربیگری                                                        |
| W    | بردها                                                                    |
| L    | باخت‌ها                                                                   |
| Win% | درصد برد                                                                 |
| ^    | نشان دهنده این است که در حال حاضر مربیگری یک تیم ان‌بی‌ای را بر عهده دارد. |
| *    | به عنوان مربی به تالار مشاهیر بسکتبال راه یافته است.                     |

| تعداد | مربی         | تیم (های) برنده با (سال)                                                                       | دوران مربیگری                   | Yrs | GC       | W        | L        | Win%     | GC           | W            | L            | Win%         | منبع  |
| تعداد | مربی         | تیم (های) برنده با (سال)                                                                       | دوران مربیگری                   | Yrs | فصل عادی | فصل عادی | فصل عادی | فصل عادی | بازی‌های حذفی | بازی‌های حذفی | بازی‌های حذفی | بازی‌های حذفی | منبع  |
| ----- | ------------ | ---------------------------------------------------------------------------------------------- | ------------------------------- | --- | -------- | -------- | -------- | -------- | ------------ | ------------ | ------------ | ------------ | ----- |
| ۱۱    | فیل جکسون*   | شیکاگو بولز (۱۹۹۱، ۱۹۹۲، ۱۹۹۳، ۱۹۹۶، ۱۹۹۷، ۱۹۹۸) لس آنجلس لیکرز (۲۰۰۰، ۲۰۰۱، ۲۰۰۲، ۲۰۰۹، ۲۰۱۰) | ۱۹۸۹–۱۹۹۸، ۱۹۹۹–۲۰۰۴، ۲۰۰۵–۲۰۱۱ | ۲۰  | ۱٬۶۴۰    | ۱٬۱۵۵    | ۴۸۵      | .۷۰۴     | ۳۳۳          | ۲۲۹          | ۱۰۴          | .۶۸۸         | [ ۳ ] |
| ۹     | رد آورباخ*   | بوستون سلتیکس (۱۹۵۷، ۱۹۵۹، ۱۹۶۰، ۱۹۶۱، ۱۹۶۲، ۱۹۶۳، ۱۹۶۴، ۱۹۶۵، ۱۹۶۶)                           | ۱۹۴۶–۱۹۶۶                       | ۲۰  | ۱٬۴۱۷    | ۹۳۸      | ۴۷۹      | .۶۶۲     | ۱۶۸          | ۹۹           | ۶۹           | .۵۸۹         | [ ۴ ] |
| ۵     | جان کاندلا*  | مینیاپولیس لیکرز (فینال‌های بی‌ای‌ای ۱۹۴۹، ۱۹۵۰، ۱۹۵۲، ۱۹۵۳، ۱۹۵۴)                                | ۱۹۴۸–۱۹۵۸، ۱۹۵۸–۱۹۵۹            | ۱۱  | ۷۲۵      | ۴۲۳      | ۳۰۲      | .۵۸۳     | ۹۵           | ۶۰           | ۳۵           | .۶۳۲         | [ ۵ ] |
| ۵     | پت رایلی*    | لس آنجلس لیکرز (۱۹۸۲، ۱۹۸۵، ۱۹۸۷، ۱۹۸۸) میامی هیت (۲۰۰۶)                                       | ۱۹۸۱–۱۹۹۰، ۱۹۹۱–۲۰۰۳، ۲۰۰۵–۲۰۰۸ | ۲۴  | ۱٬۹۰۴    | ۱٬۲۱۰    | ۶۹۴      | .۶۳۶     | ۲۸۲          | ۱۷۱          | ۱۱۱          | .۶۰۶         | [ ۶ ] |
| ۵     | گرگ پاپاویچ* | سن آنتونیو اسپرز (۱۹۹۹، ۲۰۰۳، ۲۰۰۵، ۲۰۰۷، ۲۰۱۴)                                                | ۱۹۹۶–۲۰۲۵                       | ۲۹  | ۲٬۲۱۴    | ۱٬۳۹۰    | ۸۲۴      | .۶۲۸     | ۲۸۴          | ۱۷۰          | ۱۱۴          | .۵۹۹         | [ ۷ ] |
| ۴     | استیو کر^    | گلدن استیت واریرز (۲۰۱۵، ۲۰۱۷، ۲۰۱۸، ۲۰۲۲)                                                     | ۲۰۱۴–اکنون                      | ۱۱  | ۸۷۵      | ۵۶۷      | ۳۰۸      | .۶۴۸     | ۱۵۲          | ۱۰۴          | ۴۸           | .۶۸۴         | [ ۸ ] |